# Arduinbos
Het Arduinbos is een natuurgebied aan de rand van de Vlaamse Ardennen in Zuid-Oost-Vlaanderen. Het natuurgebied ligt op het grondgebied van de stad Geraardsbergen in deelgemeente Overboelare. Het natuurgebied ligt dicht bij het Boelarebos, de Hoge Buizemont en natuurreservaat de Rietbeemd op de grens met de provincie Henegouwen (Twee-Akren). Het bos is Europees beschermd als onderdeel van Natura 2000-habitatrichtlijngebied 'Bossen van de Vlaamse Ardennen en andere Zuid-Vlaamse bossen'.

## Landschap
Het Arduinbos is een loofbos met voornamelijk beuk.

## Natuurbeleving
Het Arduinbos is vrij toegankelijk op de wandelpaden. Het wandelroutenetwerk 'Vlaamse Ardennen Bronbossen' en de Natuurpunt-wandelroutes van de Rietbeemd lopen door het bos.

## Afbeeldingen

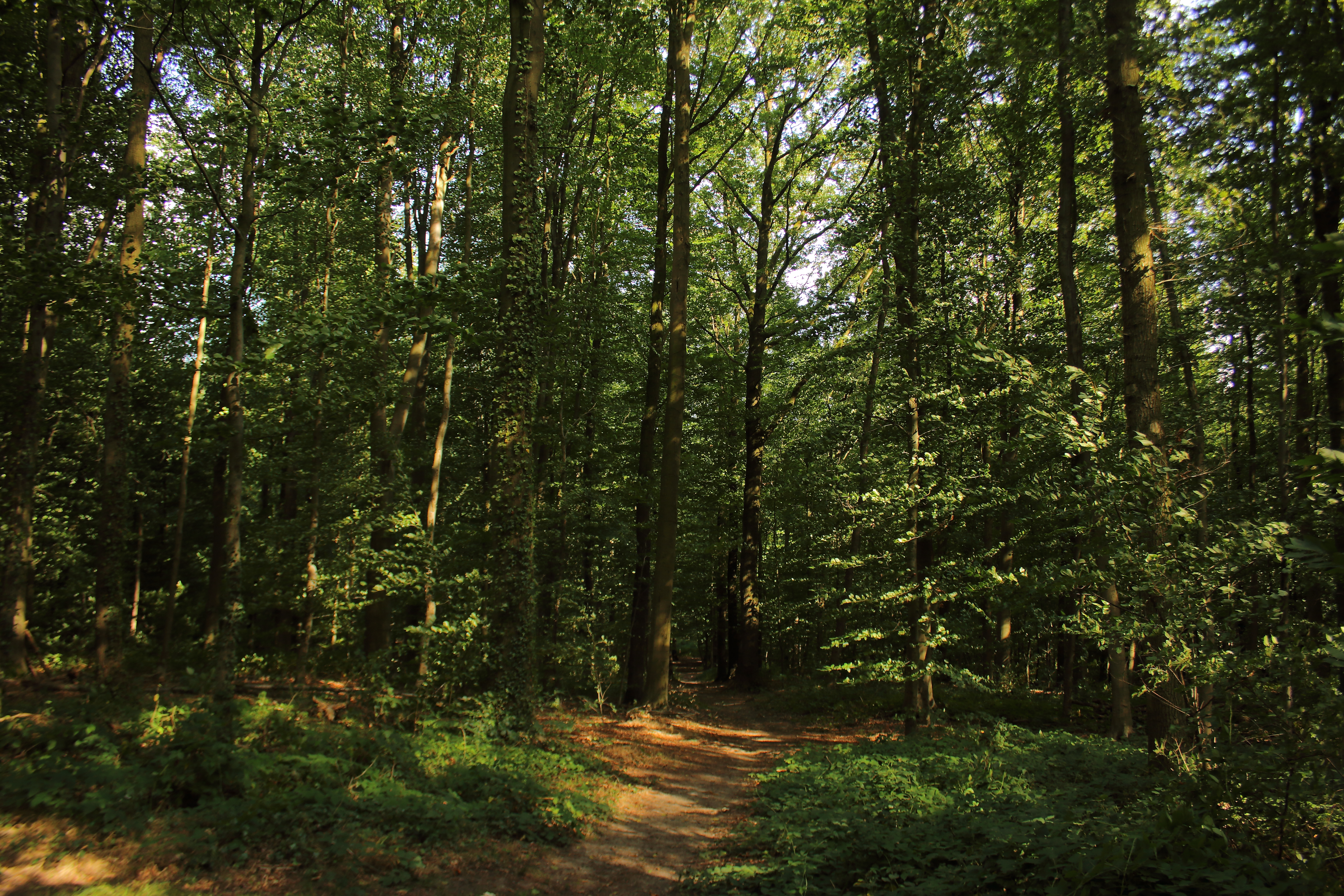
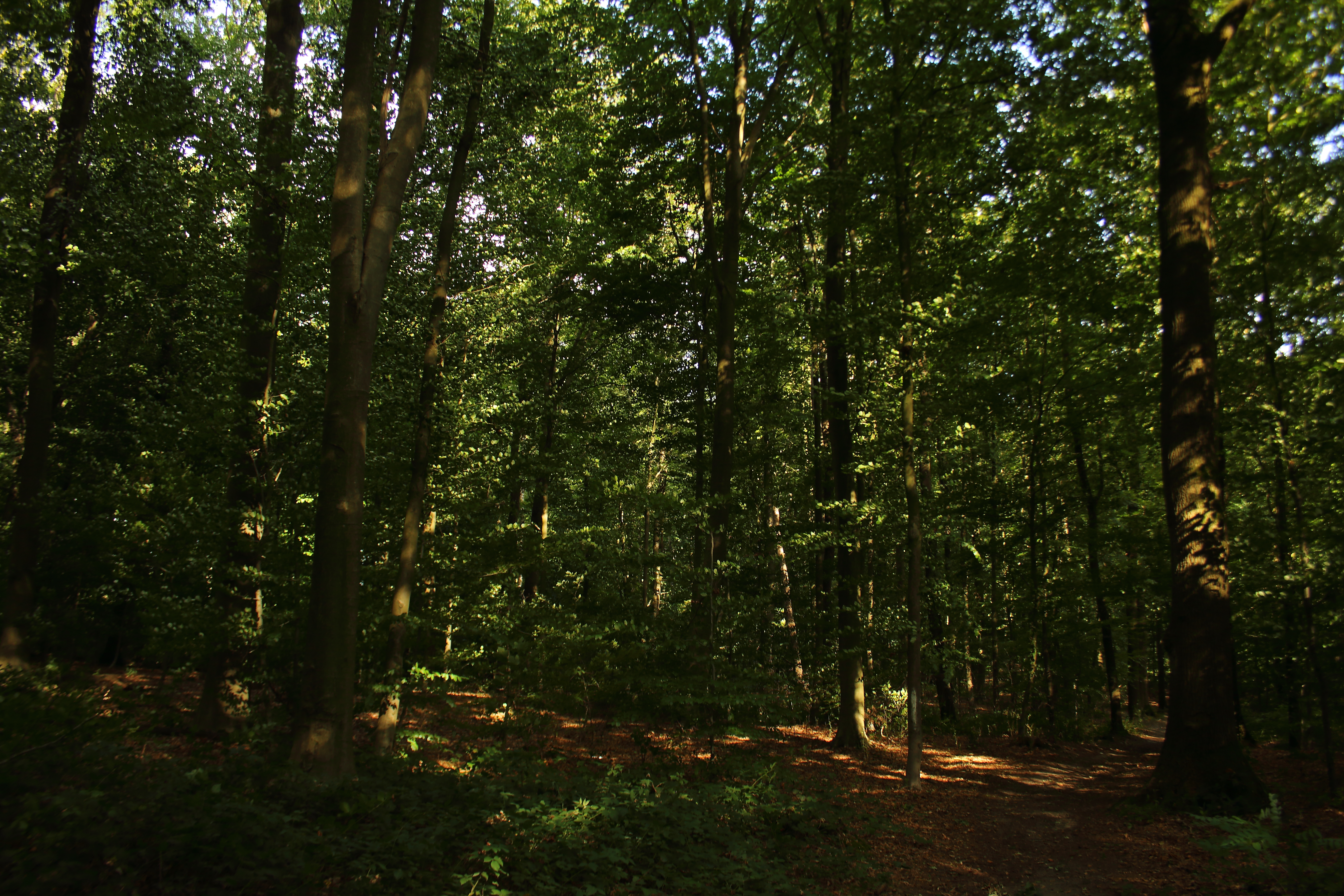
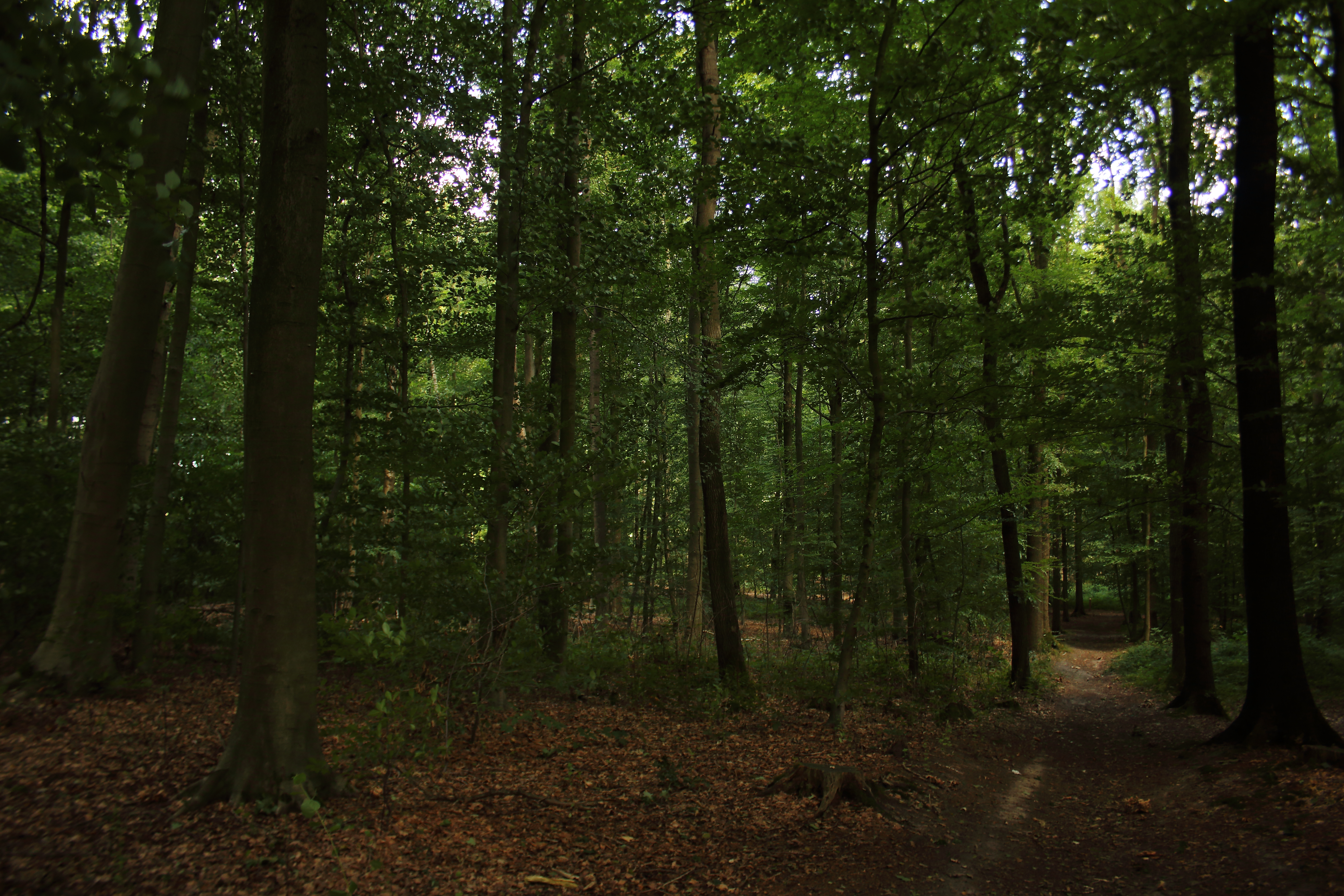